# 서초동
서초동(瑞草洞)은 서울특별시 서초구에 있는 동이다. 강남구 서초동에서 서초구가 분리 신설될 시 명칭을 차용한 유래 지역이기도 하다. 본 동 소재의 대표적인 강남 8학군 학교는 서울고, 양재고 등이 있다.

## 개요
서초동은 옛날 이곳에 서리풀이 무성했다하여 붙여진 이름이다. 그래서 일명 ‘상초리(霜草里)’, ‘서리풀’이라고도 했다. 서초동은 원래 조선시대 말까지 경기도 과천군 동면 서초리와 명달리로 칭해오던 곳 이었는데 일제강점기 구역확정때 시흥군 신동면(新東面) 서초리(瑞草理)로 칭하게 되었고, 광복후 1963년 서울특별시 구역확장에 따라 서울특별시에 편입되면서 서초동이 되어 오늘에 이른다.
강남 지역 최고 부촌 중 하나로 손꼽히는 동네로,  신세계백화점 강남점을 비롯한 각종 최고급 상업시설과 국립국악원, 국내 최대의 종합예술공간인 예술의 전당과 대법원·대검찰청, 서울중앙지방법원과 서울중앙지방검찰청, 서울고등법원과 서울고등검찰청 등이 위치한 법조단지. 대한민국의 문화•예술 및 법조의 중심지이자 권력의 핵이다.

## 법정동
- 서초동

## 교육 및 기업
- 서울교육대학교부설초등학교
- 서울서일초등학교
- 서울서이초등학교
- 서울서초초등학교
- 서울신중초등학교
- 서울원명초등학교
- 서운중학교
- 서초중학교
- 서일중학교
- 서울고등학교
- 서초고등학교
- 양재고등학교
- 서울교육대학교
- 서초문화예술정보학교
- 명인제약 (명인타워)

## 교통
- ■ 서울 지하철 2호선
  - 강남역 -- 교대역 -- 서초역
- ■ 서울 지하철 3호선
  - 교대역 -- 남부터미널역 -- 양재역
- ■ 서울 지하철 9호선
  - 신논현역
- 테헤란로

## 아파트
| 단지명               | 건설사              | 시행사                                  | 주소                      | 입주        | 비고                |
| -------------------- | ------------------- | --------------------------------------- | ------------------------- | ----------- | ------------------- |
| 래미안 서초          | 삼성물산㈜ 건설부문 | 서초동극동아파트 주택재건축정비사업조합 | 서초구 서초대로65길 13-10 | 2003년 5월  | 서초극동 재건축     |
| 래미안 서초 스위트   | 삼성물산㈜ 건설부문 | 서초삼호2차 주택재건축정비사업조합      | 서초구 서운로 220         | 2009년 4월  | 서초삼호 2차 재건축 |
| 래미안 에스티지      | 삼성물산㈜ 건설부문 | 서초우성2차 주택재건축정비사업조합      | 서초구 서운로 107         | 2016년 12월 | 서초우성 2차 재건축 |
| 래미안 에스티지 에스 | 삼성물산㈜ 건설부문 | 서초우성3차 주택재건축정비사업조합      | 서초구 서운로 104         | 2018년 1월  | 서초우성 3차 재건축 |
| 래미안 리더스원      | 삼성물산㈜ 건설부문 | 서초우성1차 주택재건축정비사업조합      | 서초구 서운로 62          | 2020년 9월  | 서초우성 1차 재건축 |
| 서초 푸르지오 써밋   | 대우건설            | 서초삼호1차 주택재건축정비사업조합      | 서초구 서운로 201         | 2017년 6월  | 서초삼호 1차 재건축 |
| 서초자이             | 지에스건설㈜        | 서초우성4차 주택재건축정비사업조합      | 서초구 서운로 62          | 2006년 4월  | 서초우성 4차 재건축 |
| 서초그랑자이         | 지에스건설㈜        | 서초무지개아파트 주택재건축정비사업조합 | 서초구 효령로 391         | 2021년 6월  | 서초무지개 재건축   |
| 서초 롯데캐슬 클래식 | 롯데건설            | 서초삼익아파트 주택재건축정비사업조합   | 서초구 서운로 200         | 2006년 6월  | 서초삼익 재건축     |
| 서초2차 e편한세상    | 대림산업            | 서초연합 재건축주택조합                 | 서초구 효령로49길 57      | 2005년 2월  |                     |
| 아크로 드 서초       | 대림산업            |                                         |                           |             |                     |

## 주상복합
| 단지명          | 건설사              | 시행사     | 주소                 | 입주        | 비고 |
| --------------- | ------------------- | ---------- | -------------------- | ----------- | ---- |
| 아크로비스타    | 대림산업            |            |                      |             |      |
| 현대슈퍼빌      | 현대건설            | 군인공제회 | 서초구 서초중앙로 15 | 2003년 10월 |      |
| 서초 트라팰리스 | 삼성물산㈜ 건설부문 |            |                      |             |      |
| 서초 아트자이   | 지에스건설㈜        |            |                      |             |      |